# Partido Alemán de los Sudetes

Bandera del Partido Alemán de los Sudetes.

El Partido Alemán de los Sudetes (en alemán: Sudetendeutsche Partei (SdP), en checo: Sudetoněmecká strana) fue un partido de los alemanes de los Sudetes, en Checoslovaquia, fundado por Konrad Henlein el 1 de octubre de 1933 bajo el nombre de Frente Patriótico de los Alemanes de los Sudetes, Sudetendeutsche Heimatfront (SHP), después de la disolución de otros dos partidos nacionalistas alemanes (el Partido Nacionalsocialista Obrero Alemán (DNSAP) y el Partido Nacional Alemán). 
El SHP se vio forzado a abandonar el término "frente" por el gobierno checoslovaco para poder así participar en las elecciones legislativas de 1935, por lo que el cambio de nombre se oficializó el 19 de abril de 1935. El SdP se desarrolló con el apoyo del Partido Nacionalsocialista Obrero Alemán (NSDAP), pasando el SdP a ser el principal partido pronazi en Checoslovaquia, con el objetivo explícito de romper el país e integrarlo en la Alemania nazi.
En las últimas elecciones democráticas libres celebradas en Checoslovaquia en mayo de 1938, antes de la ocupación nazi, el partido obtuvo el 88 % de los votos de los alemanes étnicos en los comicios comunales, tomando el control de buena parte de los municipios en la frontera checoslovaca. En junio de 1938 el SdP contaba ya con 1,3 millones de miembros, aproximadamente el 40,6 % de los alemanes étnicos de Checoslovaquia. Su elevado número de afiliados lo convirtió en uno de los mayores partidos fascistas de la Europa del momento.